# Typ 2 Ho-I
Podpůrný tank pěchoty Typ 2 Ho-I (二式砲戦車 ホイ Ni-shiki hōsensha Ho-I) byl odvozen od středního tanku Typ 97 Či-Ha japonské císařské armády užívaného za druhé světové války. Koncept použití v boji byl původně obdobný jako u raných variant německého tanku Panzer IV - tank byl designován jako samohybná houfnice, která měla představovat palebnou podporu pro postupující pěchotu a střední tanky.

## Historie a vývoj

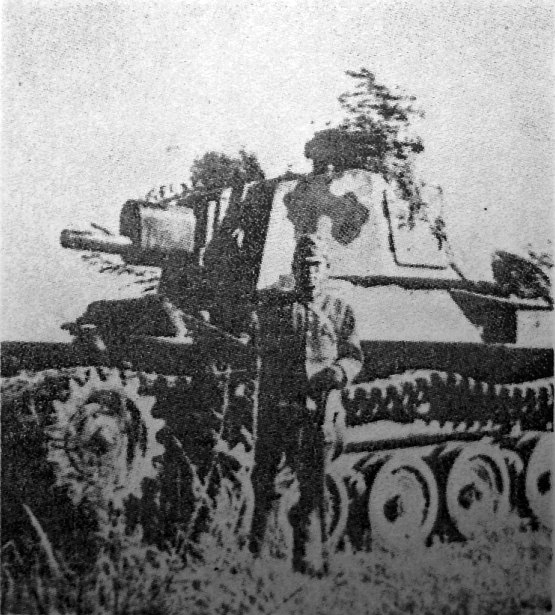
Experimentální Typ 1 Ho-I, 1941

Vývoj a první práce na tanku Typ 2 Ho-I začaly roku 1937 po zkušenostech z bojů v Mandžusku, kde japonští vojevůdci zjistili, že k podpoře pěchoty a ničení opevněných nepřátelských pozic (proti kterým nebyly standardní 47mm a 57mm kanóny účinné) bude potřeba kanónu většího kalibru. Vzhledem k tomu, že se počítalo s tím, že toto nové vozidlo dokáže udržet krok se zbylými obrněnými vozidly ve formaci, začalo se s pracemi na lafetaci 75mm horského děla Typ 41 do věže (v té době již zavedeného) středního tanku Typ 97 Či-Ha. V roce 1940 bylo znovu využité horské dělo do výzbroje zavedeno nově jako 75mm kanón Typ 99. Kanón mohl pálit celou varietou munice, včetně 6,6kg průbojné střely. Úsťová rychlost projektilu činila 445 m/s. Do roku 1942 byl 75mm kanón Typ 99 umístěn i do věže tanku Šinhoto Typ 97 Či-Ha, čímž vznikl nový tank - podpůrný tank pěchoty Typ 2 Ho-I. Dle plánů měl být tento tank nasazen v sekci palebné podpory každé tankové jednotky.

## Design

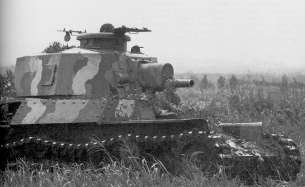
Experimentální Typ 1 Ho-I, boční pohled

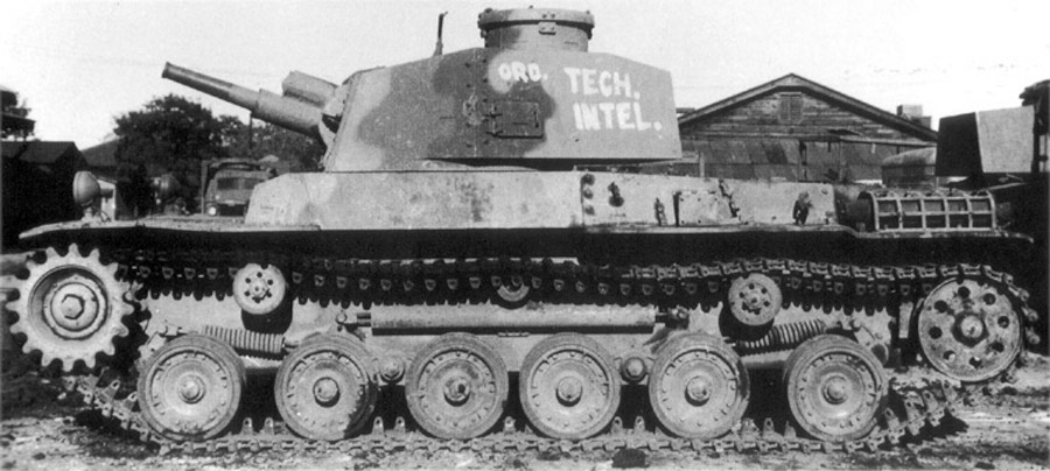
Typ 2 Ho-I, boční pohled

Prototypový model z roku 1941 známý jako Typ 1 Ho-I používal šasi tanku Typ 97 Či-Ha. Model pro sériovou výrobu již používal šasi z Typu 1 Ho-I, což byla sama upravená kostra tanku Typ 97 Či-Ha.
Hlavní výzbrojí Typu 2 Ho-I byl 75mm kanón Typ 99 a sekundární výzbroj tvořil 7,7mm lehký kulomet Typ 97 umístěný v korbě. 75mm kanon se zkrácenou hlavní byl umístěn do plně otočné věže (s kapacitou pro tři členy osádky), která byla původně užívána pro tanky Typ 97 Či-Ha.

## Historie služby
Výroba byla ztěžována nedostatkem materiálů a spojeneckým bombardováním Japonska. Všech 31 tanků Typ 2 Ho-I bylo konverzemi středních tanků Typ 1 Či-He. Tokijská továrna Mitsubishi neměla až do roku 1944 kapacitu na sériovou výrobu a projekt byl tedy zrušen. Již vyrobené tanky byly nasazeny na domovských japonských ostrovech, které měly bránit proti spojenecké invazi. Protože byl projekt ukončen ještě před možnou invazí, žádný z tanků Typu 2 Ho-I nikdy nezažil boj.